# Wellfleet (Massachusetts)
Wellfleet és una població dels Estats Units a l'estat de Massachusetts. Segons el cens del 2000 tenia 2.749 habitants.

## Demografia
Segons el cens del 2000, Wellfleet tenia 2.749 habitants, 1.301 habitatges, i 724 famílies. La densitat de població era de 53,5 habitants/km².
Dels 1.301 habitatges en un 20% hi vivien nens de menys de 18 anys, en un 44,8% hi vivien parelles casades, en un 8,2% dones solteres, i en un 44,3% no eren unitats familiars. En el 34,8% dels habitatges hi vivien persones soles el 13,2% de les quals corresponia a persones de 65 anys o més que vivien soles. El nombre mitjà de persones vivint en cada habitatge era de 2,11 i el nombre mitjà de persones que vivien en cada família era de 2,75.
Per edats la població es repartia de la següent manera: un 17,8% tenia menys de 18 anys, un 4,9% entre 18 i 24, un 23,3% entre 25 i 44, un 32,2% de 45 a 60 i un 21,7% 65 anys o més.
L'edat mediana era de 47 anys. Per cada 100 dones de 18 o més anys hi havia 83,5 homes.
La renda mediana per habitatge era de 43.558 $ i la renda mediana per família de 50.990$. Els homes tenien una renda mediana de 38.100 $ mentre que les dones 35.964$. La renda per capita de la població era de 25.712$. Entorn del 5,7% de les famílies i el 7,5% de la població estaven per davall del llindar de pobresa.